# Haplorhynchites
Genre
Haplorhynchites est un genre d'insectes de l'ordre des coléoptères (insectes possédant en général deux paires d'ailes incluant entre autres les scarabées, coccinelles, lucanes, chrysomèles, hannetons, charançons et carabes).

## Liste d'espèces
Selon ITIS:
- Haplorhynchites adrienneae Hamilton, 1974
- Haplorhynchites aeneus (Boheman, 1829)
- Haplorhynchites eximius (LeConte, 1876)
- Haplorhynchites planifrons (LeConte, 1876)
- Haplorhynchites pseudomexianus Hamilton, 1974
- Haplorhynchites quadripennis (Fall, 1929)